# Dictionnaire filmographique de la littérature mondiale
 (signalé en juin 2025).
Si vous disposez d'ouvrages ou d'articles de référence ou si vous connaissez des sites web de qualité traitant du thème abordé ici, merci de compléter l'article en donnant les références utiles à sa vérifiabilité et en les liant à la section « Notes et références ».
- Archive Wikiwix
- Bing
- Cairn
- DuckDuckGo
- E. Universalis
- Gallica
- Google
- G. Books
- G. News
- G. Scholar
- Persée
- Qwant
- (zh) Baidu
- (ru) Yandex
- (wd) trouver des œuvres sur Wikidata

Le Dictionnaire filmographique de la littérature mondiale est un répertoire encyclopédique en 3 volumes établi en 1971 par Johan Daisne. Cette publication met en relation les films et les œuvres littéraires qu'ils adaptent.
Elle recense les titres de films, le titre original du livre, le pays et l'année de production, le nom des réalisateurs, des acteurs et des photographes.
L'ouvrage est épuisé.

## Éditions
- Johan Daisne, Dictionnaire filmographique de la littérature mondiale / Filmographic dictionary of world literature / Filmographisches Lexikon der Weltliteratur / Filmografisch lexicon der wereldliteratuur. [Gand], Éditions E. Story-Scienta : t. 1 (A-K), 1971, 684 p., illus. ; t. II (L-Z), 1975, 824 p., illus. ; supplément (A-Z), 1978, 640 p., illus.